# Gran Premio motociclistico della Malesia 2011
Il Gran Premio motociclistico della Malesia 2011 svolto il 23 ottobre sul circuito di Sepang, è stato la diciassettesima, nonché penultima, prova del motomondiale 2011.

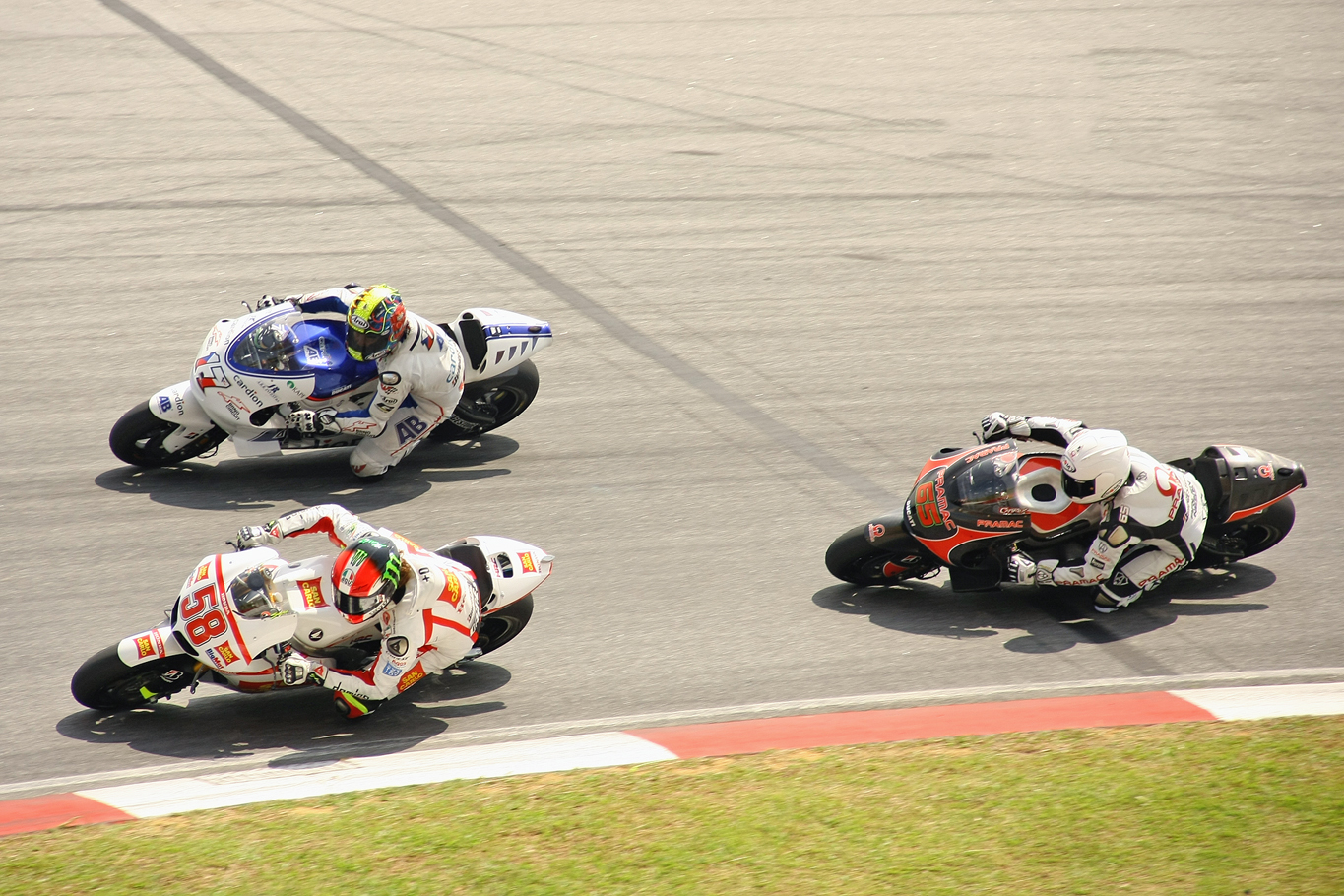
Marco Simoncelli, Karel Abraham e Loris Capirossi

In MotoGP la gara è stata fermata con la bandiera rossa nel corso del secondo dei 20 giri previsti a causa dell'incidente di Marco Simoncelli che, dopo aver perso il controllo della propria moto, è stato colpito dai sopraggiungenti Colin Edwards e Valentino Rossi ed è deceduto in seguito alle lesioni riportate. Non essendo stata completata la distanza minima di 3 giri, la gara non risulta valida. Ben Spies e la wildcard John Hopkins non hanno partecipato alla corsa per infortunio, mentre Jorge Lorenzo è stato sostituito da Katsuyuki Nakasuga.
Nella gara della Moto2, interrotta nel finale per incidente, Thomas Lüthi ha ottenuto la sua prima vittoria in questa classe mentre Stefan Bradl con il secondo posto si è portato a 23 punti di vantaggio in classifica su Marc Márquez, che non ha partecipato alla gara; il weekend di quest'ultimo è stato infatti condizionato, così come per Bradley Smith, da una caduta avvenuta all'inizio delle prime prove libere, causata dalla presenza di una zona di pista bagnata non segnalata dai commissari di percorso.
Nella classe 125 la corsa è stata vinta da Maverick Viñales, al terzo successo stagionale, mentre per quanto riguarda la competizione per il titolo piloti Johann Zarco ha ridotto a 20 punti il distacco dal capoclassifica Nicolás Terol ad una gara dal termine del campionato.

## Moto2
Ratthapark Wilairot e Julián Simón, infortunati, vengono sostituiti rispettivamente da Apiwat Wongthananon e Iván Moreno. Sergio Gadea non partecipa a questo Gran Premio per infortunio. In questo Gran Premio corrono due wildcard: Hafizh Syahrin e Mohamad Zamri Baba, entrambi su Moriwaki.
La gara è stata interrotta dopo 17 dei 19 giri previsti a causa dell'incidente di Axel Pons, che ha coinvolto anche Kenny Noyes che lo seguiva. Essendo stati completati i due terzi della distanza prevista, è stata considerata valida la classifica del 17º giro.

### Arrivati al traguardo
| Pos | Nº | Pilota             | Squadra                           | Motocicletta | Giri | Tempo     | Griglia | Punti |
| --- | -- | ------------------ | --------------------------------- | ------------ | ---- | --------- | ------- | ----- |
| 1   | 12 | Thomas Lüthi       | Interwetten Paddock               | Suter        | 17   | 36:35.114 | 1       | 25    |
| 2   | 65 | Stefan Bradl       | Viessmann Kiefer Racing           | Kalex        | 17   | +0.187    | 2       | 20    |
| 3   | 44 | Pol Espargaró      | HP Tuenti Speed Up                | FTR          | 17   | +7.465    | 5       | 16    |
| 4   | 15 | Alex De Angelis    | JIR Moto2                         | MotoBi       | 17   | +9.127    | 11      | 13    |
| 5   | 77 | Dominique Aegerter | Technomag-CIP                     | Suter        | 17   | +11.494   | 20      | 11    |
| 6   | 36 | Mika Kallio        | Marc VDS Racing                   | Suter        | 17   | +11.903   | 7       | 10    |
| 7   | 51 | Michele Pirro      | Gresini Racing                    | Moriwaki     | 17   | +12.568   | 3       | 9     |
| 8   | 40 | Aleix Espargaró    | Pons HP 40                        | Pons Kalex   | 17   | +12.963   | 6       | 8     |
| 9   | 29 | Andrea Iannone     | Speed Master                      | Suter        | 17   | +14.098   | 13      | 7     |
| 10  | 45 | Scott Redding      | Marc VDS Racing                   | Suter        | 17   | +16.697   | 9       | 6     |
| 11  | 34 | Esteve Rabat       | Blusens-STX                       | FTR          | 17   | +19.568   | 12      | 5     |
| 12  | 54 | Kenan Sofuoğlu     | Technomag-CIP                     | Suter        | 17   | +24.885   | 19      | 4     |
| 13  | 16 | Jules Cluzel       | NGM Forward Racing                | Suter        | 17   | +25.345   | 18      | 3     |
| 14  | 63 | Mike Di Meglio     | Tech 3 Racing                     | Tech 3       | 17   | +26.696   | 17      | 2     |
| 15  | 19 | Xavier Siméon      | Tech 3 B                          | Tech 3       | 17   | +32.806   | 23      | 1     |
| 16  | 6  | Joan Olivé         | Aeroport de Castello              | FTR          | 17   | +36.497   | 21      |       |
| 17  | 18 | Jordi Torres       | Mapfre Aspar                      | Suter        | 17   | +40.569   | 27      |       |
| 18  | 87 | Mohamad Zamri Baba | Petronas Malaysia                 | Moriwaki     | 17   | +56.756   | 28      |       |
| 19  | 20 | Iván Moreno        | Mapfre Aspar                      | Suter        | 17   | +1:05.966 | 32      |       |
| 20  | 86 | Hafizh Syahrin     | Petronas Malaysia                 | Moriwaki     | 17   | +1:06.110 | 34      |       |
| 21  | 4  | Randy Krummenacher | GP Team Switzerland Kiefer Racing | Kalex        | 17   | +1:17.083 | 29      |       |
| 22  | 39 | Robertino Pietri   | Italtrans Racing                  | Suter        | 17   | +1:19.415 | 31      |       |
| 23  | 95 | Mashel Al Naimi    | QMMF Racing                       | Moriwaki     | 16   | +1 giro   | 35      |       |

### Non classificati
| Nº | Pilota      | Squadra     | Motocicletta | Giri | Motivo  | Griglia |
| -- | ----------- | ----------- | ------------ | ---- | ------- | ------- |
| 80 | Axel Pons   | Pons HP 40  | Pons Kalex   | 17   | +32.979 | 25      |
| 9  | Kenny Noyes | Avintia-STX | FTR          | 17   | +33.179 | 30      |

### Ritirati
| Nº | Pilota              | Squadra               | Motocicletta | Giri | Griglia |
| -- | ------------------- | --------------------- | ------------ | ---- | ------- |
| 35 | Raffaele De Rosa    | NGM Forward Racing    | Suter        | 12   | 22      |
| 75 | Mattia Pasini       | Ioda Racing Project   | FTR          | 8    | 10      |
| 64 | Santiago Hernández  | SAG Team              | FTR          | 7    | 26      |
| 23 | Apiwat Wongthananon | Thai Honda Singha SAG | FTR          | 7    | 36      |
| 53 | Valentin Debise     | Speed Up              | FTR          | 6    | 24      |
| 72 | Yūki Takahashi      | Gresini Racing        | Moriwaki     | 5    | 4       |
| 71 | Claudio Corti       | Italtrans Racing      | Suter        | 3    | 8       |
| 3  | Simone Corsi        | Ioda Racing Project   | FTR          | 3    | 14      |
| 13 | Anthony West        | MZ Racing             | MZ-RE Honda  | 1    | 16      |
| 76 | Max Neukirchner     | MZ Racing             | MZ-RE Honda  | 1    | 15      |

### Squalificato
| Nº | Pilota          | Squadra     | Motocicletta | Giri | Griglia |
| -- | --------------- | ----------- | ------------ | ---- | ------- |
| 68 | Yonny Hernández | Blusens-STX | FTR          | 8    | 33      |

### Non partiti
| Nº | Pilota        | Squadra               | Motocicletta |
| -- | ------------- | --------------------- | ------------ |
| 93 | Marc Márquez  | CatalunyaCaixa Repsol | Suter        |
| 88 | Ricard Cardús | QMMF Racing           | Moriwaki     |

### Non qualificato
| Nº | Pilota        | Squadra       | Motocicletta |
| -- | ------------- | ------------- | ------------ |
| 38 | Bradley Smith | Tech 3 Racing | Tech 3       |

## Classe 125
Simone Grotzkyj e Niklas Ajo, infortunati, vengono sostituiti rispettivamente da Manuel Tatasciore e Arthur Sissis. In questo Gran Premio corre una wildcard: Farid Badrul, su Derbi.

### Arrivati al traguardo
| Pos | Nº | Pilota              | Squadra                        | Motocicletta | Giri | Tempo     | Griglia | Punti |
| --- | -- | ------------------- | ------------------------------ | ------------ | ---- | --------- | ------- | ----- |
| 1   | 25 | Maverick Viñales    | Blusens by Paris Hilton Racing | Aprilia      | 18   | 40:34.280 | 7       | 25    |
| 2   | 11 | Sandro Cortese      | Intact-Racing Team Germany     | Aprilia      | 18   | +0.354    | 3       | 20    |
| 3   | 5  | Johann Zarco        | Avant-AirAsia-Ajo              | Derbi        | 18   | +2.455    | 15      | 16    |
| 4   | 55 | Héctor Faubel       | Bankia Aspar                   | Aprilia      | 18   | +2.921    | 2       | 13    |
| 5   | 18 | Nicolás Terol       | Bankia Aspar                   | Aprilia      | 18   | +10.049   | 1       | 11    |
| 6   | 94 | Jonas Folger        | Red Bull Ajo MotorSport        | Aprilia      | 18   | +17.964   | 6       | 10    |
| 7   | 63 | Zulfahmi Khairuddin | Airasia-Sic-Ajo                | Derbi        | 18   | +38.706   | 13      | 9     |
| 8   | 84 | Jakub Kornfeil      | Ongetta-Centro Seta            | Aprilia      | 18   | +39.099   | 11      | 8     |
| 9   | 23 | Alberto Moncayo     | Andalucia Banca Civica         | Aprilia      | 18   | +39.223   | 8       | 7     |
| 10  | 52 | Danny Kent          | Red Bull Ajo MotorSport        | Aprilia      | 18   | +40.237   | 10      | 6     |
| 11  | 7  | Efrén Vázquez       | Avant-AirAsia-Ajo              | Derbi        | 18   | +54.806   | 4       | 5     |
| 12  | 10 | Alexis Masbou       | Caretta Technology             | KTM          | 18   | +1:07.891 | 14      | 4     |
| 13  | 99 | Danny Webb          | Mahindra Racing                | Mahindra     | 18   | +1:07.907 | 12      | 3     |
| 14  | 28 | Josep Rodríguez     | Blusens by Paris Hilton Racing | Aprilia      | 18   | +1:08.099 | 24      | 2     |
| 15  | 19 | Alessandro Tonucci  | Team Italia FMI                | Aprilia      | 18   | +1:08.156 | 21      | 1     |
| 16  | 8  | Jack Miller         | Caretta Technology             | KTM          | 18   | +1:15.230 | 26      |       |
| 17  | 30 | Giulian Pedone      | Phonica Racing                 | Aprilia      | 18   | +1:18.703 | 18      |       |
| 18  | 96 | Louis Rossi         | Matteoni Racing                | Aprilia      | 18   | +1:18.913 | 17      |       |
| 19  | 50 | Sturla Fagerhaug    | WTR-Ten10 Racing               | Aprilia      | 18   | +1:30.270 | 28      |       |
| 20  | 32 | Arthur Sissis       | TT Motion Events Racing        | Aprilia      | 18   | +1:31.810 | 30      |       |
| 21  | 17 | Taylor Mackenzie    | Phonica Racing                 | Aprilia      | 18   | +1:33.250 | 22      |       |
| 22  | 60 | Manuel Tatasciore   | Phonica Racing                 | Aprilia      | 18   | +1:50.690 | 29      |       |
| 23  | 40 | Marco Colandrea     | WTR-Ten10 Racing               | Aprilia      | 18   | +2:02.252 | 32      |       |
| 24  | 64 | Farid Badrul        | AirAsia-Sic-Ajo                | Derbi        | 18   | +2:16.968 | 31      |       |

### Ritirati
| Nº | Pilota           | Squadra                | Motocicletta | Giri | Griglia |
| -- | ---------------- | ---------------------- | ------------ | ---- | ------- |
| 14 | Brad Binder      | Andalucia Banca Civica | Aprilia      | 16   | 27      |
| 26 | Adrián Martín    | Bankia Aspar           | Aprilia      | 10   | 9       |
| 3  | Luigi Morciano   | Team Italia FMI        | Aprilia      | 8    | 25      |
| 21 | Harry Stafford   | Ongetta-Centro Seta    | Aprilia      | 8    | 19      |
| 77 | Marcel Schrötter | Mahindra Racing        | Mahindra     | 5    | 16      |
| 39 | Luis Salom       | RW Racing GP           | Aprilia      | 0    | 5       |
| 53 | Jasper Iwema     | Ongetta-Abbink Metaal  | Aprilia      | 0    | 20      |
| 36 | Joan Perelló     | Matteoni Racing        | Aprilia      | 0    | 23      |